# Axel Andersson (född 1933)
Erik Axel Andersson, född 4 september 1933 i Brunflo församling i Jämtlands län, är en svensk socialdemokratisk politiker, som mellan 1976 och 1998 var riksdagsledamot för Gävleborgs läns valkrets.